# Шоже Каржаубайулы
Шоже Каржаубайулы (1808—1895) — казахский акын.

## Биография
Родился на территории современного Уалихановского района.
Является потомком кыргызов (племени саруу), которых захватил в плен Аблай хан, с детства овладел игрой на домбре и кобызе, увлекался поэтическим искусством. Принимал участие на различных празднованиях, торжествах, пирах, благодаря чему рано получил народное признание. Испытал трудности бедноты и слепоты, поэтому был вынужден зарабатывать своим поэтическим талантом. Некоторые его произведения, например, «Диукею», «Слышны звуки домбры», «Хвала Бийтику», посвящены восхвалению отдельных известных лиц. В других стихах он критикует богатых людей и показывает лишения простого народа.
Шоже — известный мастер айтысов. До настоящего времени дошли его айтысы с Кемпирбаем, Балтаем, Тезек-торе, Калдыбаем, Орынбаем, Жапаром, Жамшибаем, Тазбалой и другими. О его успехах в поэтических соревнованиях говорят и его собственные слова: «Хотя был слеп, но ни в чём не уступал семнадцати поэтам». Он являлся также известным поэтом эпического жанра, в его исполнении был распространён один из наиболее полных вариантов поэмы «Козы Корпеш – Баян сулу».
Умер на территории современного Уалихановского района.